# Angels Fall First (álbum demo)
Angels Fall First é o segundo álbum demo da banda finlandesa de metal sinfônico Nightwish. Sua gravação ocorreu entre 19 de abril e maio de 1997, porém nunca obteve um lançamento oficial, sendo apenas distribuído na época para a gravadora Spinefarm, que posteriormente lançou o álbum de estreia do grupo, o também intitulado Angels Fall First (1997).
Diferente da primeira demo que é essencialmente música acústica experimental, o segundo álbum de demonstração incorporou o metal sinfônico e o power metal à sonoridade da banda, além da adição do baterista Jukka Nevalainen, e é composto por sete faixas, que mais tarde vieram a integrar o disco oficial.
As gravações tiveram início em 19 de abril de 1997 no estúdio local Huvikeskus, e duraram até maio, pouco antes do líder e tecladista Tuomas Holopainen embarcar em uma turnê pela Europa com sua banda paralela Nattvindens Gråt. Foi durante essa turnê que Holopainen apresentou três faixas ("The Carpenter", "Astral Romance" e "Angels Fall First") para o guitarrista do grupo Babylon Whores, Ewo Pohjola, que na época também atuava como um dos executivos da gravadora Spinefarm. Nessa turnê, ambas as bandas tocaram como suporte do Wish, um grupo neerlandês de metal gótico. Dessa maneira, Pohjola ofereceu um contrato ao Nightwish, que posteriormente foi aprovado pelo chefe da gravadora, Riku Pääkkönen.

## Faixas
Todas as letras escritas por Tuomas Holopainen, todas as músicas compostas por Nightwish.
| Lista de faixas disposta em ordem alfabética. |                          |         |  |
| N.º                                           | Título                   | Duração |  |
| 1.                                            | "A Return to the Sea"    | 5:48    |  |
| 2.                                            | "Angels Fall First"      | 5:34    |  |
| 3.                                            | "Astral Romance"         | 5:11    |  |
| 4.                                            | "Lappi (Lapland)"        | 9:20    |  |
| 5.                                            | "Nymphomaniac Fantasia"  | 4:45    |  |
| 6.                                            | "Once Upon a Troubadour" | 5:45    |  |
| 7.                                            | "The Carpenter"          | 5:56    |  |
| Duração total:                                | Duração total:           | 42:19   |  |

## Créditos
Os créditos foram adaptados do livro biográfico Once Upon a Nightwish.
Banda
- Tuomas Holopainen – teclado, vocais, produção
- Emppu Vuorinen – guitarra, violão, baixo
- Tarja Turunen – vocais
- Jukka Nevalainen – bateria, percussão

Músicos convidados
- Esa Lehtinen – flauta (4)

Equipe técnica
- Tero Kinnunen – gravação, engenharia, mixagem, arranjos